# Antoine Raybaud
Pour les articles homonymes, voir Raybaud.
Antoine Raybaud (23 avril 1934 - 27 mars 2012) est un poète, romancier et essayiste français.

## Biographie
Après des études au lycée Thiers de Marseille, puis à l'École normale supérieure (1954), il devient docteur ès lettres en 1957.
Professeur à la faculté des Lettres d'Aix-en-Provence de 1966 à 1986, il est ensuite nommé professeur ordinaire de langue et littérature françaises modernes (XIXe et XXe siècles) à l'Université de Genève.
Proche ami d'Abdelwahab Meddeb et d'Édouard Glissant, il a aussi côtoyé Saint-John Perse (il est à l'origine en 1977 de la Fondation Saint-John Perse d'Aix-en-Provence) et Jorge Luis Borges.
À la suite de l'invitation de Michel Deguy, il siégea par ailleurs au comité de rédaction de la revue Po&sie.
Antoine Raybaud a peu publié : quelques livres de critiques (il était notamment reconnu pour sa connaissance des œuvres de Rimbaud, Césaire, Glissant, Perse, Dupin...), un récit (Retour du paraclet) et un recueil de poèmes.
Ce n'est que dans les derniers mois de sa vie qu'il a achevé sa grande œuvre poétique, Stimmen, sans avoir le temps de l'envoyer à son éditeur. Le livre a été publié à titre posthume, accompagné d'hommages de ses amis. .

## Publications

### Poésie
- Murs, Noël Blandin, 1993
- Stimmen – Poème, avec des hommages de Salah Stétié et Jean-Claude Mathieu, collection "Les Cahiers d'Arfuyen", Éditions Arfuyen, Paris-Orbey, 2016. (978-2-845-90227-5)

### Roman
- Retour du paraclet, Monaco, Éditions du rocher, coll. « Voies intérieures », 2003 (ISBN 978-2-268-04535-1, BNF 39013505)

### Essais
- Technique de la sincérité chez Benjamin Constant ?, 1956
- Fabrique d'illuminations, Paris, Seuil, 1989, 218 p. (ISBN 978-2-02-010716-7, BNF 35037686)
- Le besoin littéraire, Monaco, Éditions du rocher, coll. « Voies intérieures », 2000, 340 p. (ISBN 978-2-268-03816-2, BNF 37205586), recueil de textes critiques
- « Jacques Dupin : l’acte d'écrire de Moraines à Fragmes », Po&sie, no 142,‎ 2013

### Traduction
- Helen Hessel, Journal d'Helen. Lettres à Henri-Pierre Roché 1920-1921, A. Dimanche, 1991, 617 p. (ISBN 978-2-86916-035-4)